# カラフトシシャモ
カラフトシシャモ（樺太柳葉魚、学名：Mallotus villosus）は、キュウリウオ目キュウリウオ科の海水魚。英名はキャペリンまたはカペリン（capelin）。

## 分布
極北海域の深度725m以浅に生息する。北東大西洋では白海・ノルウェー海・バレンツ海・74°Nまでのグリーンランド沿岸で見られ、北限はビュルネイ島。北西大西洋ではハドソン湾からメイン湾。北太平洋では韓国からファンデフカ海峡。日本では北海道のオホーツク海沿岸にも回遊する。

カペリンの回遊（アイスランド）
緑: 摂餌海域
青: 幼魚の分布
赤: 産卵域
緑矢印: 摂餌回遊（行き）
青矢印: 摂餌回遊（帰り）
赤矢印: 産卵回遊と孵化した稚魚の移動ルート

季節回遊を行うが、そのパターンは海流や水塊と関連している。アイスランド周辺では、成熟した個体は春-夏にかけて北方に摂餌回遊を行い、ヤンマイエン島・グリーンランドなどを経由して9-11月にかけて戻ってくる。産卵回遊はアイスランド北部から1-12月に始まる。2009年に発表された論文では、相互作用する粒子群モデルを用いて2008年の維新の影産卵回遊ルートを予測することに成功している。
アイスランドでは貨幣のデザインになるほど親しまれている。

## 形態
通常全長15cm程度だが、雄で最大20cm・雌で25cm、重量は52gになる。背鰭は10-14軟条、臀鰭は16-23軟条。脊椎骨数は62-73。背面は薄緑色で体側・腹面は銀色。
カラフトシシャモの和名は、同じキュウリウオ科で一見したときの姿が似ているシシャモに由来し、古くから魚類学や水産学の現場で使われていた。名前にカラフトと付いているのはオホーツク海の樺太（カラフト）周辺でも獲れるためで、1930年代に命名されたという。日本で本種が初めて確認されたのがカラフトであったからだという。
シシャモとカラフトシシャモの科内の系統的位置は近いとは言えず、色合いや食味も異なる。最も確実な区別点は鱗の大きさで、側線沿いの鱗がシシャモは61-63枚、カラフトシシャモは170-220枚ある。

## 生態
浅海に群れで見られる。成体の餌は浮遊性甲殻類・多毛類・小魚。2-6歳、通常3-4歳でおよそ13.3cmに性成熟し、一度だけ産卵する。寿命はおよそ7年。
シシャモと同様に産卵期の雌の腹腔は肥大した卵巣で満たされるが、河川に遡上するのではなく、春から初夏に浅海域で大群を成し、夜間、波打ち際の砂礫底に押し寄せて産卵する。雄が先に到達し、後から来た雌は1匹あたり6,000-12,000個の付着性の卵を産みつける。繁殖後には死ぬ。
卵は直径06-1.2mmで約40日間で孵化し、稚魚は沿岸部を移動しながら成長したのち、浅海へ移動する。

## 利用

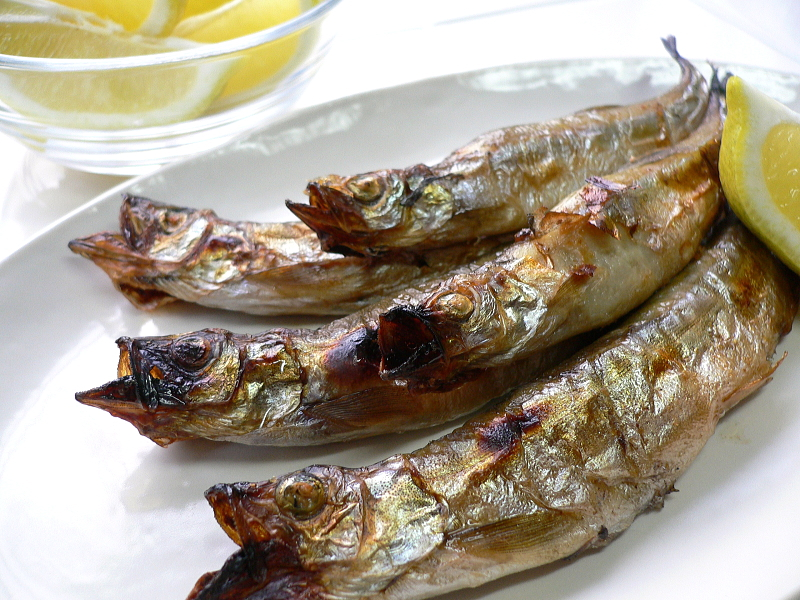
焼いたカラフトシシャモ

日本へは、ノルウェー、アイスランド、カナダから生干し加工後に冷凍したもの年間約3万トンが輸入され、スーパーや居酒屋などで「子持ちシシャモ」として販売されている。
1970年代以降、シシャモの代用魚として輸入が急増したが、資源量に大差があることから「シシャモ」といえば本種を指し、シシャモは「本シシャモ」などと呼ばれるようになった。
2003年の農林物資の規格化及び品質表示の適正化に関する法律改訂にともなう販売表示の厳格化を受けた行政指導により、原材料名にはカラフトシシャモと表記される様になったが、商品名は対象外。
また、塩漬けの魚卵が「シシャモッコ」、「真砂子（まさご）」の名でとびこと同様に利用されている。
世界的には大西洋北東海域のタラ資源のベースとして重要視され、ニシンとともにノルウェーとロシアによって資源管理されている。
魚粉・魚油が養殖魚用のエサとして、また魚卵を加工したワサビキャビア（wasabi caviar）が販売されている。カペリン自体は美味な魚であるが、鵡川漁協などの本シシャモ産地では邪魔者扱いされている。食味は本ししゃもと大きく異なるが、姿は両者とも非常に似ていることもあって漁師以外では外見だけで見分けるのが困難であり、また本シシャモの味を知らない人が多いことから、食品偽装の対象となるケースもある。

### オス・メスの利用や漁獲制限

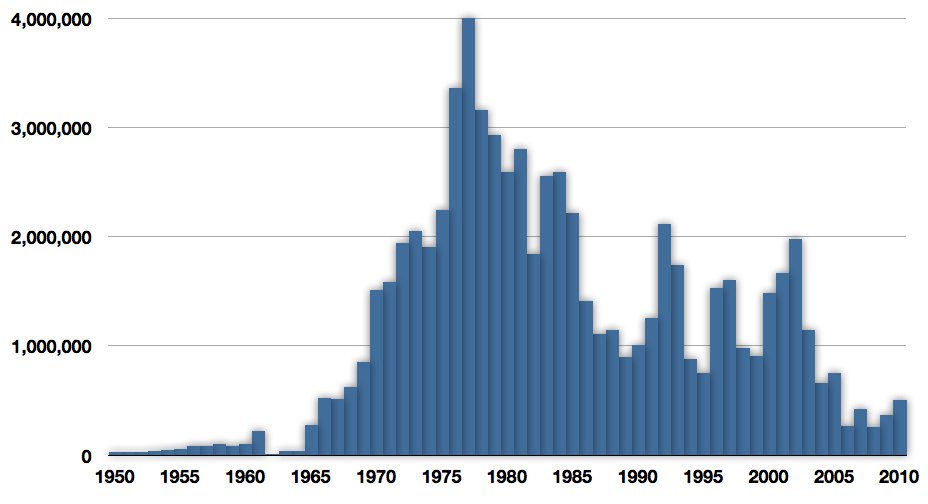
カラフトシシャモの漁獲量推移（FAO）, 1950–2010

和名の通りオホーツク海にも回遊してきているが漁獲量の統計はなく、輸入品が流通している。
メスだけでなくオスも利用されている日本の固有種であるシシャモに対し、カラフトシシャモの場合、オスの商品価値が低かった頃は、ノルウェーなどの漁獲産地においてメスを選別した後、オスはフィッシュミールの原材料等に回されていた。その後、オスを好むロシアや東欧での市場開拓が行われた結果、オスの食用市場が形成された。
卵を持ったメスを好む日本の市場において、かつてオスのカラフトシシャモはほとんど流通していなかったが、近年はオスを用いた味醂干しなど、オスを利用した製品も流通している。
現在、乱獲による資源枯渇を防ぐため、ノルウェーやロシアなどでは漁獲制限や漁獲枠の割り当てなどが行われている。